# Santana IV
| 전문가 평가   | 전문가 평가 |
| 총 점수       | 총 점수     |
| 출처          | 점수        |
| ------------- | ----------- |
| 메타크리틱    | 65/100      |
| 평가 점수     |             |
| 출처          | 점수        |
| AllMusic      | [ 3 ]       |
| Rolling Stone | [ 4 ]       |

《Santana IV》는 2016년 4월 15일에 발매된 미국의 라틴 록 밴드 산타나의 스물네 번째 스튜디오 음반이다.

## 개요
이 음반은 카를로스 산타나, 그렉 롤리, 닐 숀, 마이클 카라벨로, 마이클 슈리브를 포함한 1970년대 초반 멤버들의 대부분을 재결합시켰으며, 1971년의 《Santana III》 이후 5인조가 함께 녹음한 것은 처음이었다. 팀발리스트 호세 아레아스는 참여하도록 초대되지 않았다. 이 "핵심" 멤버에는 나중에 산타나 멤버 칼 페라초 (타악기)와 베니 리트벨드 (베이스)가 참여했고, 보컬리스트 로널드 이슬리가 두 곡의 커트에 게스트로 참여했다. 《Santana IV》는 이 밴드가 작사, 작곡한 16곡의 새 곡을 수록했다.

## 기원
재회의 기원은 몇 년 전 숀이 자신과 카를로스 산타나가 함께 녹음하자고 제안했을 때로 거슬러 올라간다. 산타나는 이 아이디어를 좋아했지만, 《Santana IV》 (《Santana III》에 대해 그들이 멈췄던 부분부터 다시 시작)라고 불릴 만한 선수에 롤리, 슈리브, 카라벨로를 영입할 것을 제안했다. 2013년 초기 작사 세션과 리허설이 진행된 후, 이 그룹은 2014년과 2015년 내내 녹음했고, 그 결과 아프로-라틴 리듬, 보컬, 블루스 사이키델릭 기타 솔로, 그리고 타악기 작품이라는 그들의 시그니처 요소를 결합한 16곡의 새로운 곡을 만들었다.
산타나는 복원된 라인업에서 이렇게 말했다. "마술적이었고, 우리는 분위기를 강요할 필요가 없었고, 어마어마했습니다. 그 때부터, 우리는 사람들이 즉시 고전적인 산타나라고 여길 수 있는 노래와 잼의 균형을 맞춰야 했습니다."

## 홍보
《Santana IV》의 첫 번째 싱글 〈Anywhere You Want to Go〉는 2016년 2월 5일에 발매되었다.

## 상업적 성과
미국에서 《Santana IV》는 빌보드 200에서 4만 2천 장의 앨범 등가 단위를 기록하며 5위로 데뷔 첫 주에 4만장이 팔렸다. 《Santana IV》는 빌보드 200에서 산타나의 14번째 톱 10 음반이 되었다.

## 곡 목록
| #   | 제목                                                    | 작사·작곡                                                        | 재생 시간 |
| --- | ------------------------------------------------------- | ---------------------------------------------------------------- | --------- |
| 1.  | 〈Yambu〉                                               | 카를로스 산타나, 칼 페라초                                       | 3:27      |
| 2.  | 〈Shake It〉                                            | 닐 숀, 그렉 롤리, 마이클 카라벨로, 페라초                        | 4:45      |
| 3.  | 〈Anywhere You Want to Go〉                             | 롤리                                                             | 5:05      |
| 4.  | 〈Fillmore East〉                                       | 산타나, 숀, 롤리, 마이클 슈리브, 카라벨로, 베니 리트벨드, 페라초 | 7:44      |
| 5.  | 〈Love Makes the World Go Round (Feat, 로널드 이즐리)〉 | 산타나, 누루 카네, 티에리 포넬                                   | 4:20      |
| 6.  | 〈Freedom in Your Mind (Feat, 로널드 이즐리)〉          | 산타나, 바바 켄 오쿨롤로                                         | 5:30      |
| 7.  | 〈Choo Choo〉                                           | 산타나, 이고르 렌, 숀, 롤리, 카라벨로                            | 4:10      |
| 8.  | 〈All Aboard〉                                          | 산타나                                                           | 2:03      |
| 9.  | 〈Sueños〉                                              | 산타나, 리트벨드                                                 | 5:15      |
| 10. | 〈Caminando〉                                           | 산타나, 숀, 카라벨로, 페라초                                     | 4:21      |
| 11. | 〈Blues Magic〉                                         | 숀, 롤리, 산타나                                                 | 4:26      |
| 12. | 〈Echizo〉                                              | 숀, 슈리브                                                       | 3:54      |
| 13. | 〈Leave Me Alone〉                                      | 슈리브, 롤리, 산타나                                             | 4:26      |
| 14. | 〈You and I〉                                           | 롤리                                                             | 4:20      |
| 15. | 〈Come as You Are〉                                     | 숀, 산타나, 롤리, 카라벨로, 페라초                               | 4:52      |
| 16. | 〈Forgiveness〉                                         | 숀, 산타나, 롤리, 클라우스 쿤델                                  | 7:22      |